# Wade Barnes
Wade Edward Barnes (* 15. August 1954 in Brooklyn, New York City; † 3. März 2012 in New York City) war ein US-amerikanischer Jazz-Schlagzeuger, Komponist, Musikproduzent, Arrangeur und Musikpädagoge, der als Leiter des 17-köpfigen Brooklyn Repertory Ensemble bekannt wurde.

## Leben
Barnes lernte zunächst informell Schlagzeug; sein Mentor war Beaver Harris, der ihn bereits 14-jährig im Village Vanguard spielen ließ. Er erwarb Bachelor-Abschlüsse am Empire State College und am Queens College sowie einen Master-Abschluss in Musik am Vermont College der Norwich University. Zu Beginn seiner Karriere unterrichtete er seit 1982 Musik am Brooklyn Conservatory, wo er das Jazzprogramm entwickelte, und an anderen Schulen. Erst 1996 wurde er professioneller Musiker und arbeitete mit Doc Cheatham, Candido, Earle Warren, Dicky Wells, Howard McGhee, Jimmy Garrison, Bob Cranshaw, Archie Shepp, George Coleman, Sonny Fortune und Jon Faddis. 1997 erhielt er von Meet the Composer den Kompositionsauftrag für das Werk From Slavery to Freedom, ein Suite, die dem Historiker John Hope Franklin gewidmet war. 
Barnes gründete, nachdem er mit Cecil Payne, Leonard Gaskin und Joe Knight an Schulen als Brooklyn Four aufgetreten war, Ende der 1990er Jahre die gemeinnützige Organisation Brooklyn Four Plus One, Inc., aus der später das Brooklyn Repertory Ensemble hervorging. Mit diesem Orchester spielte er die Alben Passport to Brooklyn (2002) und Pragmatic Optimism (2007) ein. Außerdem leitete er die Formationen Bottom Line (die 2011 mit Bertha Hope auftrat), Unit Structures und Word on the Street. Zwischen 1975 und 2006 war er an zehn Aufnahmesessions beteiligt, u. a. bei Cecil Payne und bei Pucci Amanda Jhones/Hilliard Greene. Barnes, der auch Vorsitzender der Andy Kirk Research Foundation war, starb 2012 nach längerer Krankheit.